# Harpactira tigrina
Harpactira tigrina is een spinnensoort in de taxonomische indeling van de vogelspinnen (Theraphosidae).
Het dier behoort tot het geslacht Harpactira. De wetenschappelijke naam van de soort werd voor het eerst geldig gepubliceerd in 1875 door Ausserer.